# كيث أندز
كيث أندز (بالإنجليزية: Keith Andes)‏ مواليد 12 يوليو 1920 في نيوجيرسي، الولايات المتحدة - الوفاة 11 نوفمبر 2005 في كاليفورنيا، الولايات المتحدة، هو ممثل أمريكي بدأ مسيرته الفنية سنة 1932. امتدت مسيرته الفنية لأكثر من 48 عاما. درس في جامعة أوكسفورد وجامعة تمبل.

## الأعمال
- النصر المجنح
- ابنة المزارع
- تورا! تورا! تورا!
- ...والعدالة للجميع

## روابط خارجية
- كيث أندز على موقع IMDb (الإنجليزية)
- كيث أندز على موقع ألو سيني (الفرنسية)
- كيث أندز على موقع ميوزك برينز (الإنجليزية)
- كيث أندز على موقع أول موفي (الإنجليزية)
- كيث أندز على موقع قاعدة بيانات برودواي على الإنترنت (الإنجليزية)
- كيث أندز على موقع قاعدة بيانات الأفلام السويدية (السويدية)
- كيث أندز على موقع إن إن دي بي (الإنجليزية)
- كيث أندز على موقع ديسكوغز (الإنجليزية)
- كيث أندز على موقع قاعدة بيانات الفيلم (الإنجليزية)
- كيث أندز على موقع كينوبويسك (الروسية)